# Carmelit
Il Carmelit è il sistema di trasporto urbano della città israeliana di Haifa; si tratta di una funicolare interamente sotterranea su gomma a via guidata, a binario unico con posto centrale di incrocio. Prende nome dal monte Carmelo su cui si arrampica partendo dal centro della città.

## Storia
Il "Carmelit" stato aperto all'esercizio nel 1956 e chiuso nel 1986 a causa del degrado dell'infrastruttura. Dopo una lunga ristrutturazione è stato riaperto nel settembre del 1992.

## Caratteristiche
Il Carmelit è stato costruito per superare un dislivello di 274 metri, tra la prima stazione e l'ultima, poiché gran parte della città di Haifa è costruita in salita verso la cima del monte Carmelo. I vagoni del Carmelit, come è tipico delle funicolari, hanno una struttura inclinata, con scalini sia all'interno di ogni vettura che sul marciapiede della stazione. Dal momento che il gradiente varia lungo il percorso, il pavimento di ogni vettura non è mai perfettamente in piano ma un po' "in salita" o "in discesa" a seconda della posizione.
Secondo un rapporto, pubblicato nel 2005, il Carmelit veniva utilizzato solo da 2000 passeggeri al giorno, ed era in perdita economica sin dalla riapertura nel 1992. Le perdite maturate tra il 1992 e il 2003 sono state di oltre 191 milioni di Shekel.

### Stazioni
Le sei stazioni del "Carmelit" sono state rivestite con piastrelle di ceramica colorate. I nomi delle stazioni sono riportati in tre idiomi ebraico, arabo e inglese. 
Le stazioni sono dotate di tabelle elettroniche sospese sulle piattaforme con informazioni sull'ora, l'intervallo di tempo previsto per la prossima corsa, le previsioni del tempo ed altre notizie e informazioni sul servizio. Sono tutte dotate di scala mobile.

#### Gan HaEm
«Gan HaEm» (in ebraico גן האם‎?, Parco della madre) stazione terminale del Carmelit situata al Centro del Carmelo. Punti di attrazione e interesse nei dintorni della stazione:
- Zoo di Haifa.
- Museo Archeológico di Haifa.
- Parco "Gan HaEm" con zona giochi per bambini.
- Chiesa Ortodossa Russa.
- Centro commerciale "Panorama".
- Hotel "Dan Panorama".
- Boulevard St. Louis con un'imponente vista della Baia di Haifa.
- Complesso di cinema, "Cinemateca".
- Auditorium di Haifa.
- Museo d'Arte giapponese Tikotin
- Museo Mané-Katz.

#### Bnei Zion

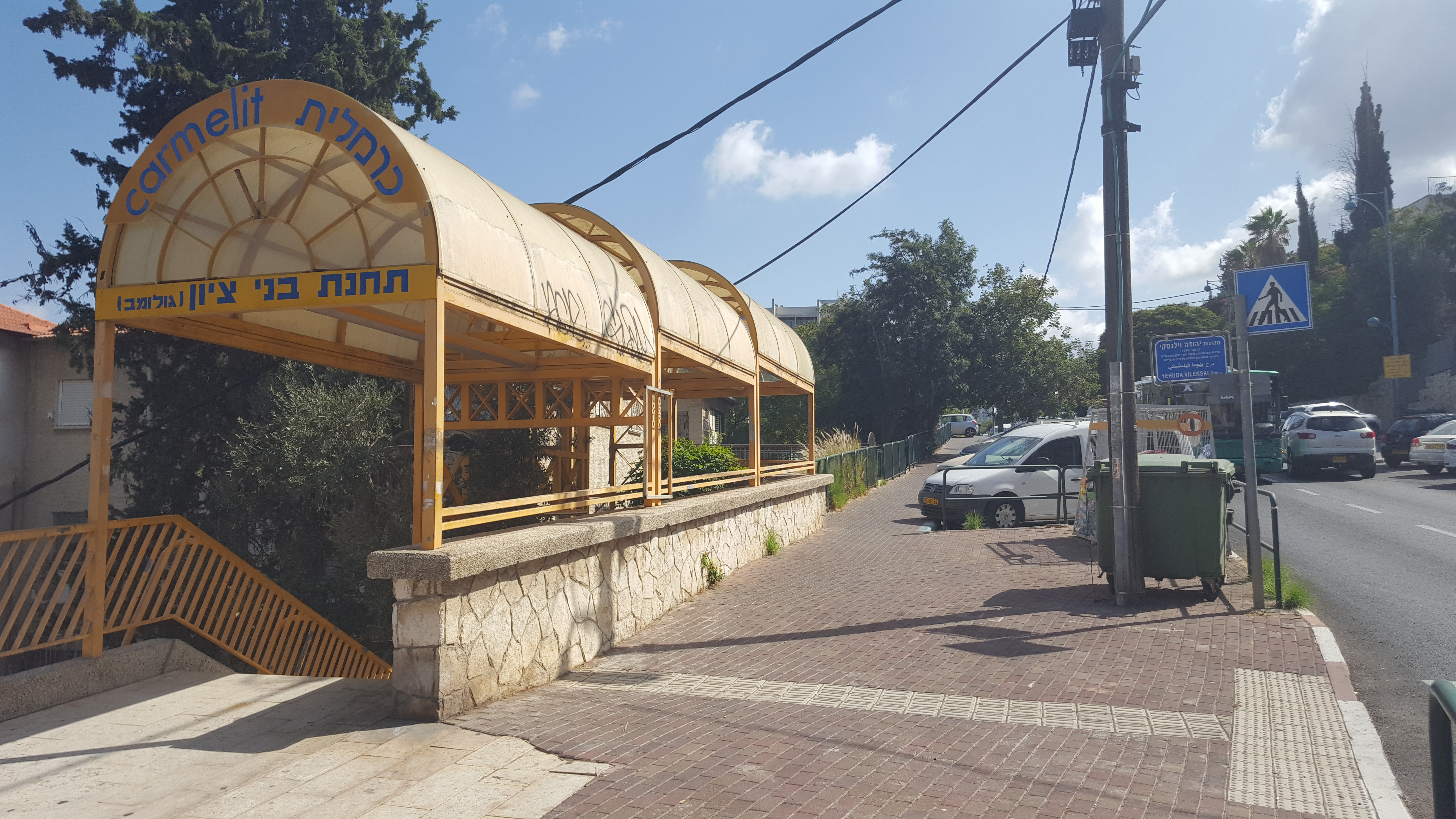
Entrata della stazione Bnei Zion

La stazione «Bnei Zion» (in ebraico בני-ציון‎?, Figli di Sion) prende nome dal vicino ospedale Bnei Zion. Da luglio 2003 ha preso il nome di Golomb (in ebraico גולומב‎?) dalla omonima via Eliahu Golomb.
Punti di attrazione e interesse nei dintorni della stazione:
- Ospedale Bnei Zion.
- Centro Mondiale Bahá'í.
- Galleria d'Arte "Bnei Zion".

#### Metzada

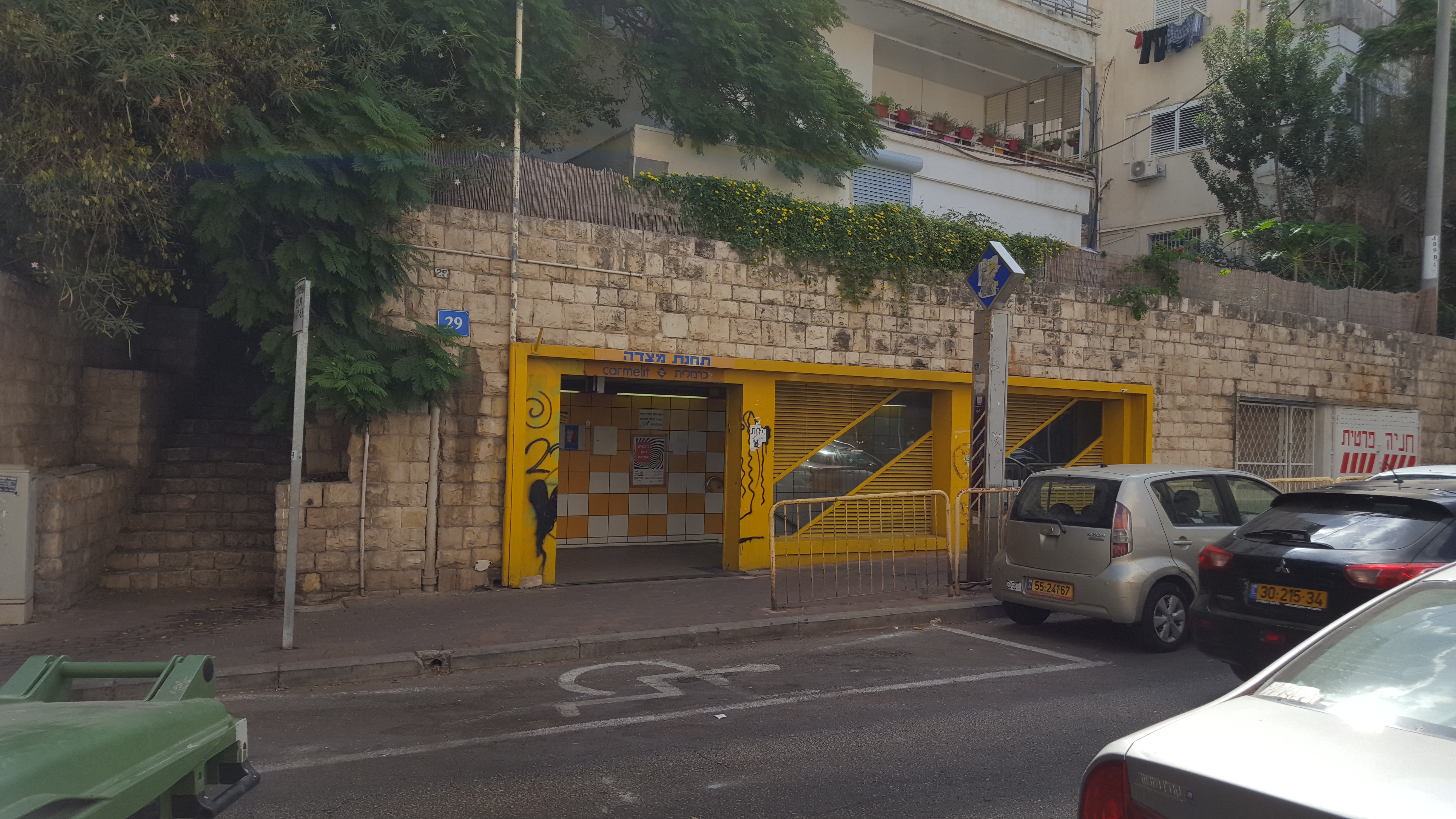
Entrata della stazione Metzada

La stazione «Metzada» (in ebraico מצדה‎?) deve il suo nome alla fortezza di Masada e si trova all'intersezione delle vie Metzada e Max Nordau ove si trovano gallerie d'arte, di antiquariato, caffè e ristoranti. È decorata con immagini e mosaici di stile ebraico, copie e oggetti decorativi tra cui reperti archeologici provenienti dalle rovine della fortezza di Masada.
Punti di attrazione e interesse nei dintorni della stazione:
- MadaTech - Museo Nazionale di Scienza e Tecnologia spaziale d'Israele.
- Teatro di Haifa.
- Boulevard Nordau.
- Parco "Benjamin Gan".

#### HaNevi'im

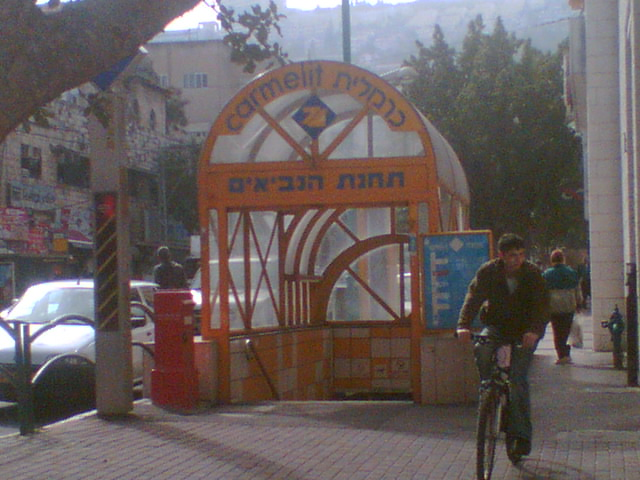
Ingresso della stazione HaNevi'im

La stazione "HaNevi'im" (in ebraico הנביאים‎?; "I profeti") è ubicata nei pressi dell'intersezione delle vie HaNevi'im e Theodor Herzl, nel cuore del quartiere Hadar HaCarmel noto per l'importante centro commerciale e di produzione.
Le entrate est ed ovest della stazione vengono utilizzate come attraversamento pedonale sotterraneo.
Punti di attrazione e interesse nei dintorni della stazione:
- La "Israel Post Company" di Haifa dal lato occidentale della stazione.
- Il Centro per l'amicizia arabo-israeliana.
- Museo d'Arte di Haifa.
- "Amidar", centro assistenziale per la sussistenza delle famiglie indigenti.

#### Solel Boneh

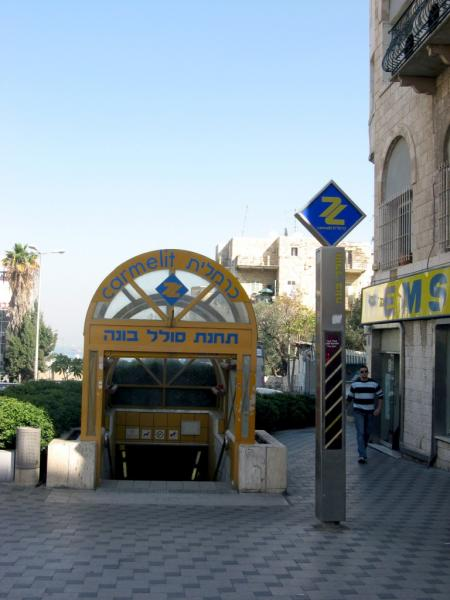
Entrata est della stazione Solel Boneh

Prende nome dall'impresa di costruzioni "Solel Boneh" (in ebraico סולל בונה‎?; "Pavimentare e costruire") il cui edificio principale si trova nei pressi.
L'entrata ovest della stazione sbocca nel piano sotterraneo del centro commerciale "Migdal HaNevi'im". L'entrata est porta nei pressi dell'Automobil Club di Israele, "MEMSI".
È decorata in uno stile essenziale e funzionale.
Punti di attrazione e interesse nei dintorni della stazione:
- Municipio di Haifa].
- Centro commerciale Migdal HaNevi'im (in ebraico מגדל הנביאים‎?; "Torre dei profeti").
- Il Gan HaZikaron (in ebraico גן הזיכרון‎?, "Parco del Memoriale"), dedicato ai soldati caduti nelle guerre di Israele.

#### Kikar Pariz

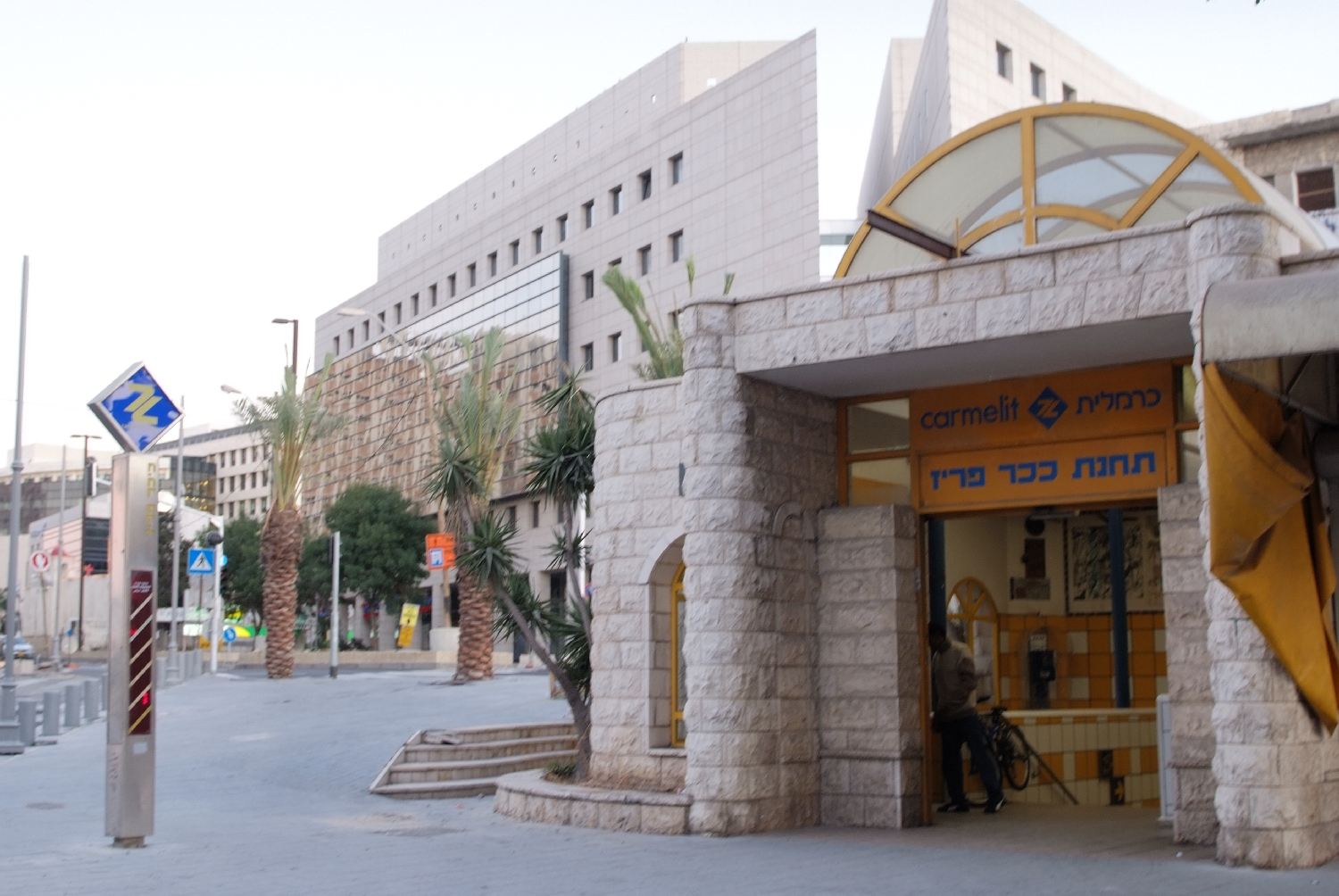
Entrata della stazione "Kikar Pariz"

«Kikar Pariz» (in ebraico כיכר פריז‎?;"Plaza París") una delle due stazioni terminali del "Carmelit", situata nella città bassa di Haifa. Il nome proviene dalla piazza sulla quale si entra. Al tempo dell'Impero ottomano, la piazza era chiamata "Kikar Hamra" ed era un importante terminale dei trasporti di Haifa. Il cambio del nome venne fatto in onore della compagnia francese "Dunkerquoise" che iniziò la costruzione del Carmelit.
La stazione ha un ampio salone di entrata a livello le cui pareti sono decorate con fotografie della stazione che illustrano la storia del "Carmelit".
Punti di attrazione e interesse nei dintorni della stazione:
- Complesso governativo "Kiryat Rabin".
- I tribunali di Haifa.
- La stazione ferroviaria centrale di Haifa.
- Il terminal passeggeri del porto di Haifa.
- Museo Ferroviario d'Israele.

### Percorso
| Unknown route-map component "uKDSTa" |

| Urban tunnel station on track |

| Urban tunnel station on track |

| Unknown route-map component "utPSL" |

| Urban tunnel station on track |

| Urban tunnel station on track |

| Unknown route-map component "utKDSTe" |

Il breve percorso e il piccolo numero di stazioni del Carmelit serve solo la piccola parte di Haifa che era la più importante, come centro economico e di affari, al tempo della progettazione. Lo spostamento della maggioranza della popolazione residente di Haifa lontano dalle stazioni ne ha diminuita di molto la frequentazione. Nonostante i vari progetti di allungamento del tracciato per servire maggiormente il centro abitato, tale estensione non è mai stata realizzata, soprattutto per motivi economici. Il sistema di trasporto pubblico ad Haifa, in atto il più usato, è quello degli autobus Egged, che copre la maggior parte della città.

### Galleria d'immagini

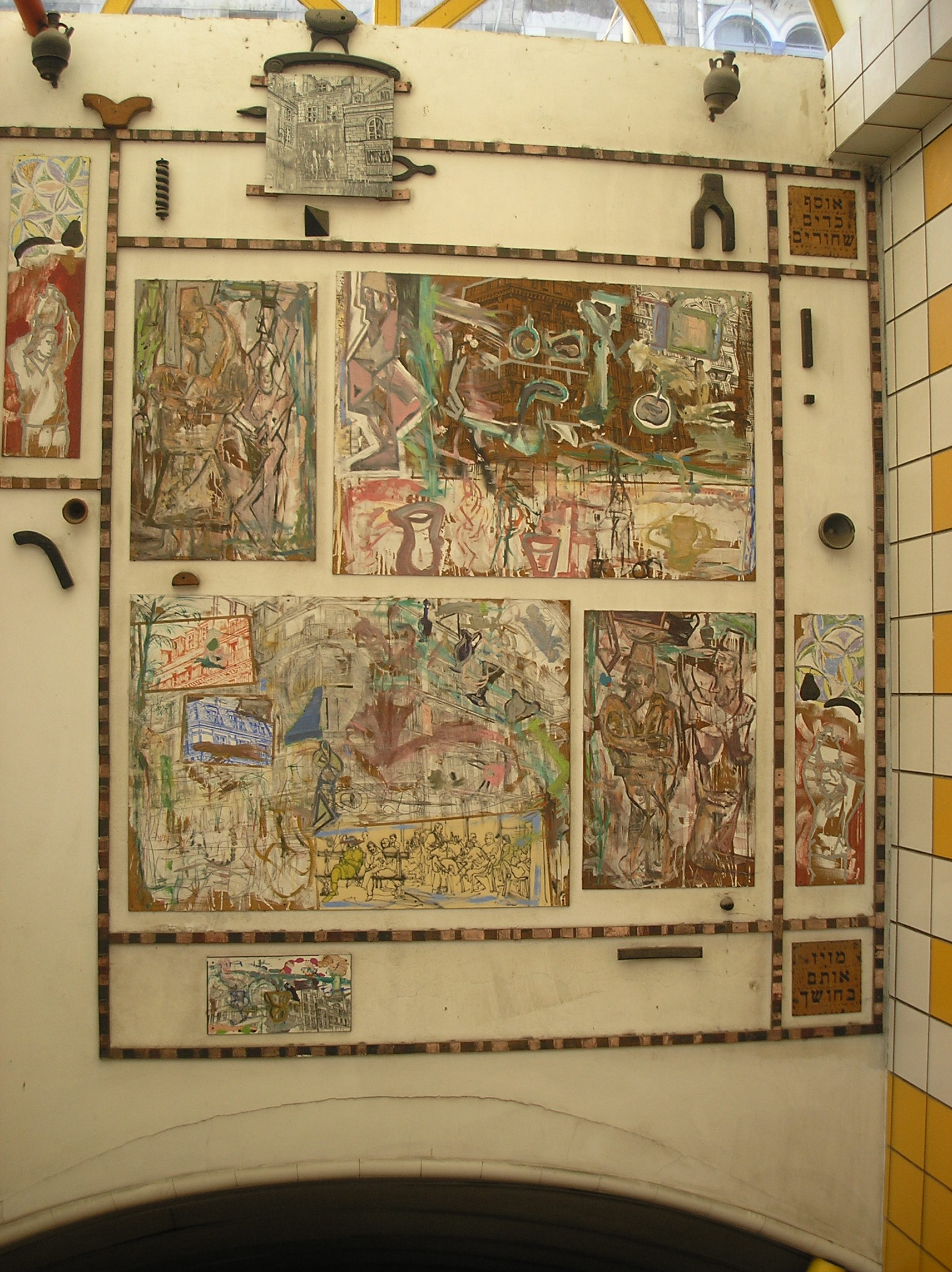
Decorazione murale all'entrata di Kikar Paris
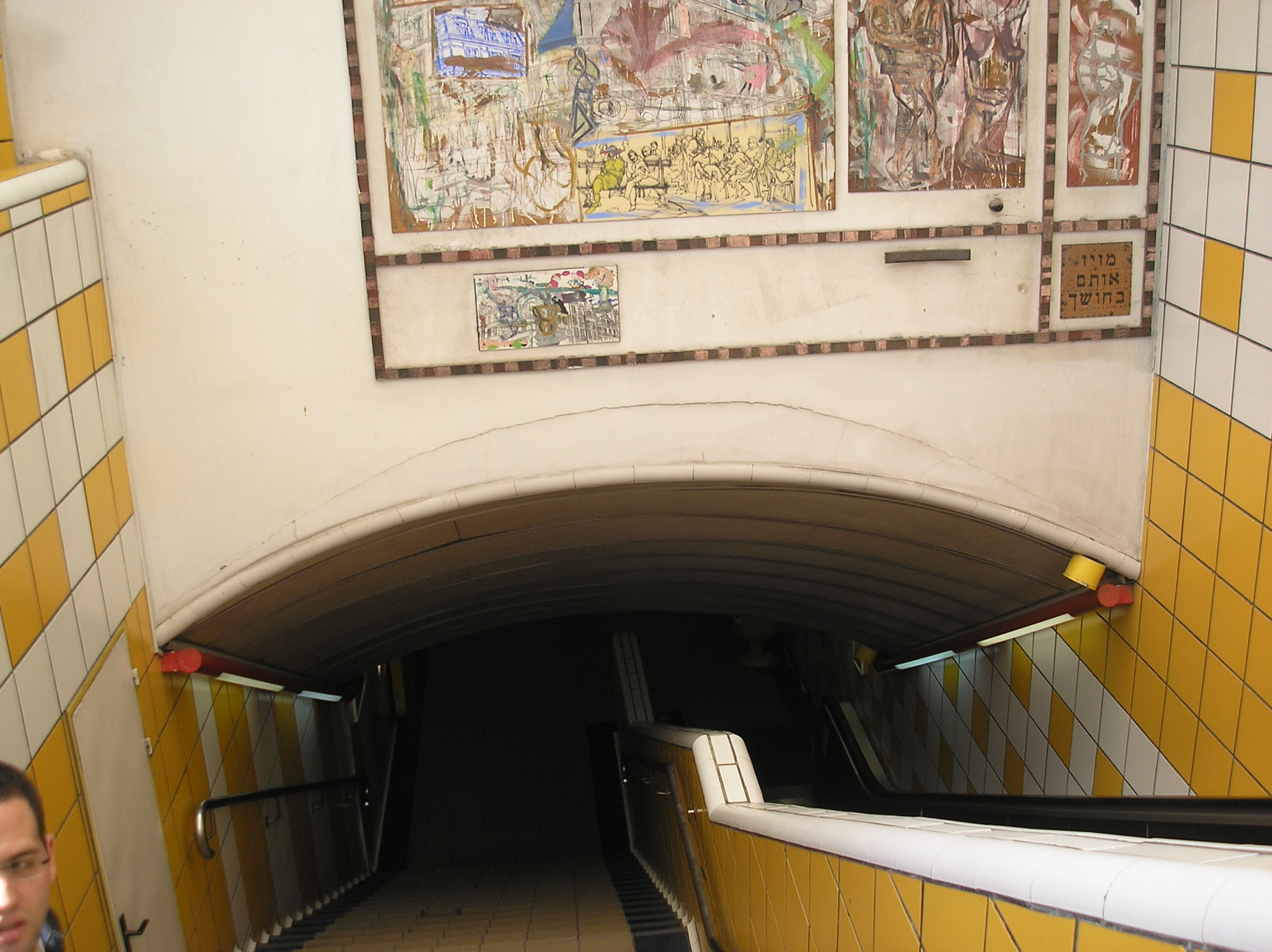
Entrata della stazione di Kikar Paris
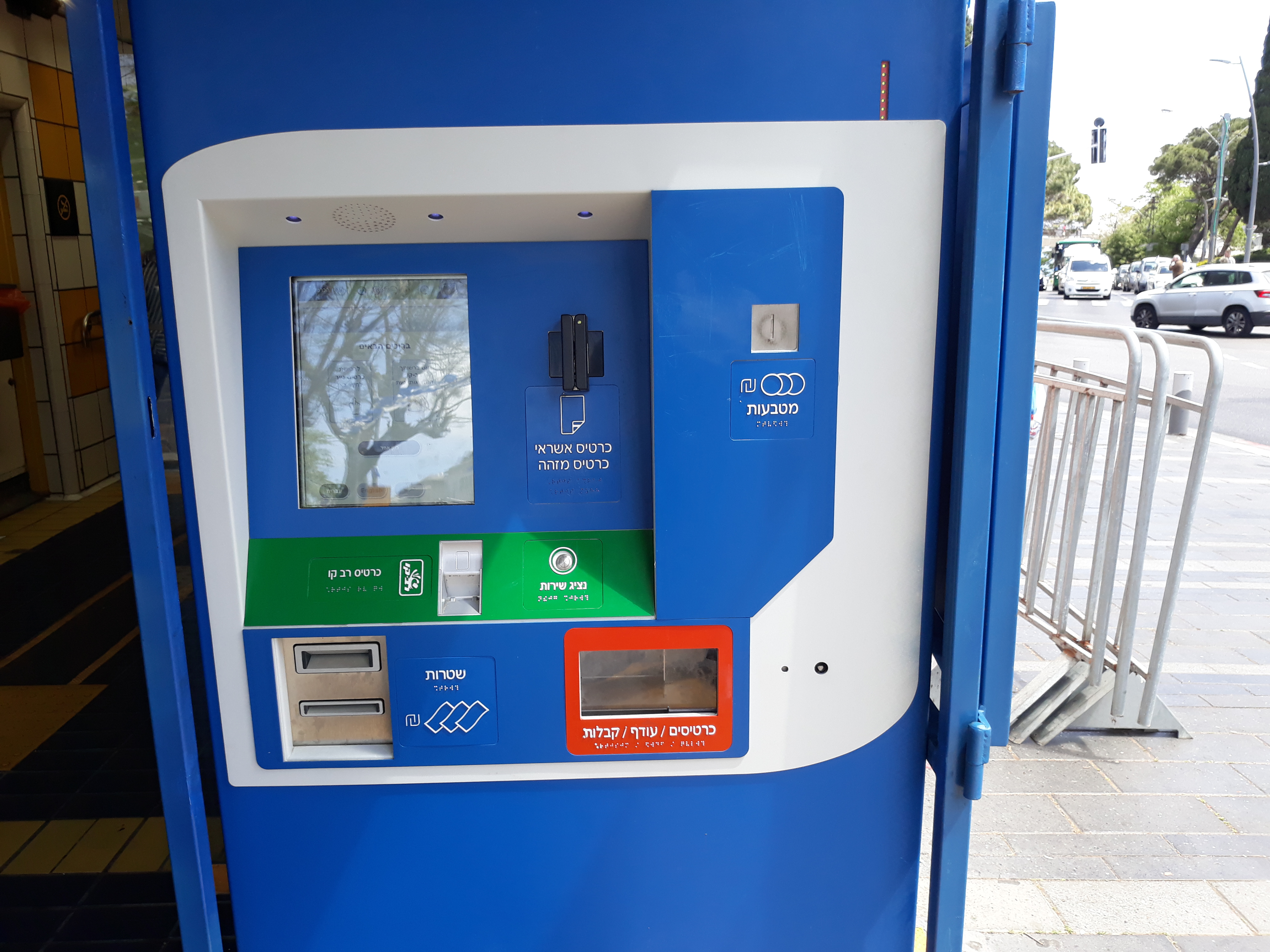
Una biglietteria automatica
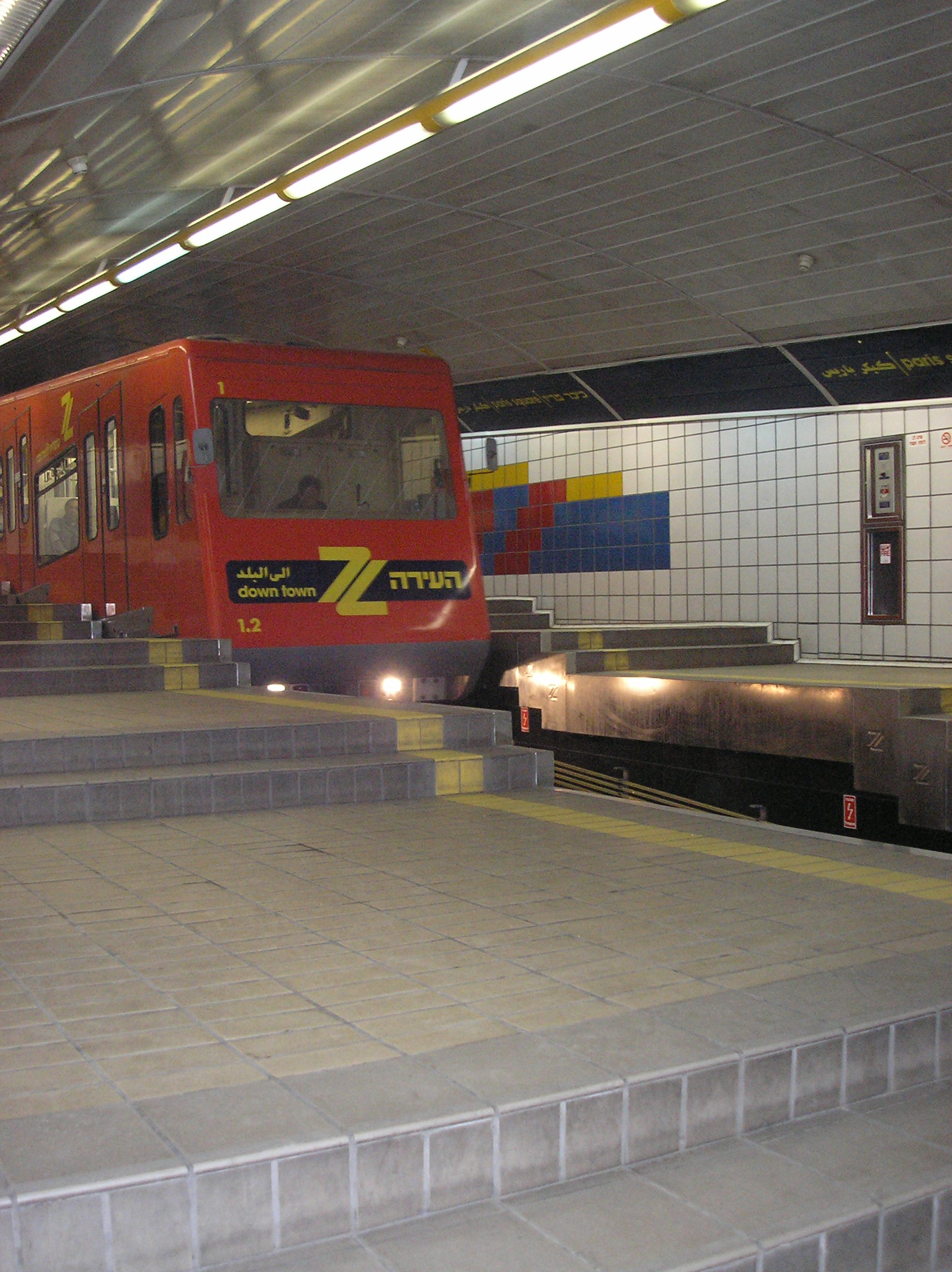
Il treno entra nella stazione di Kikar Pariz
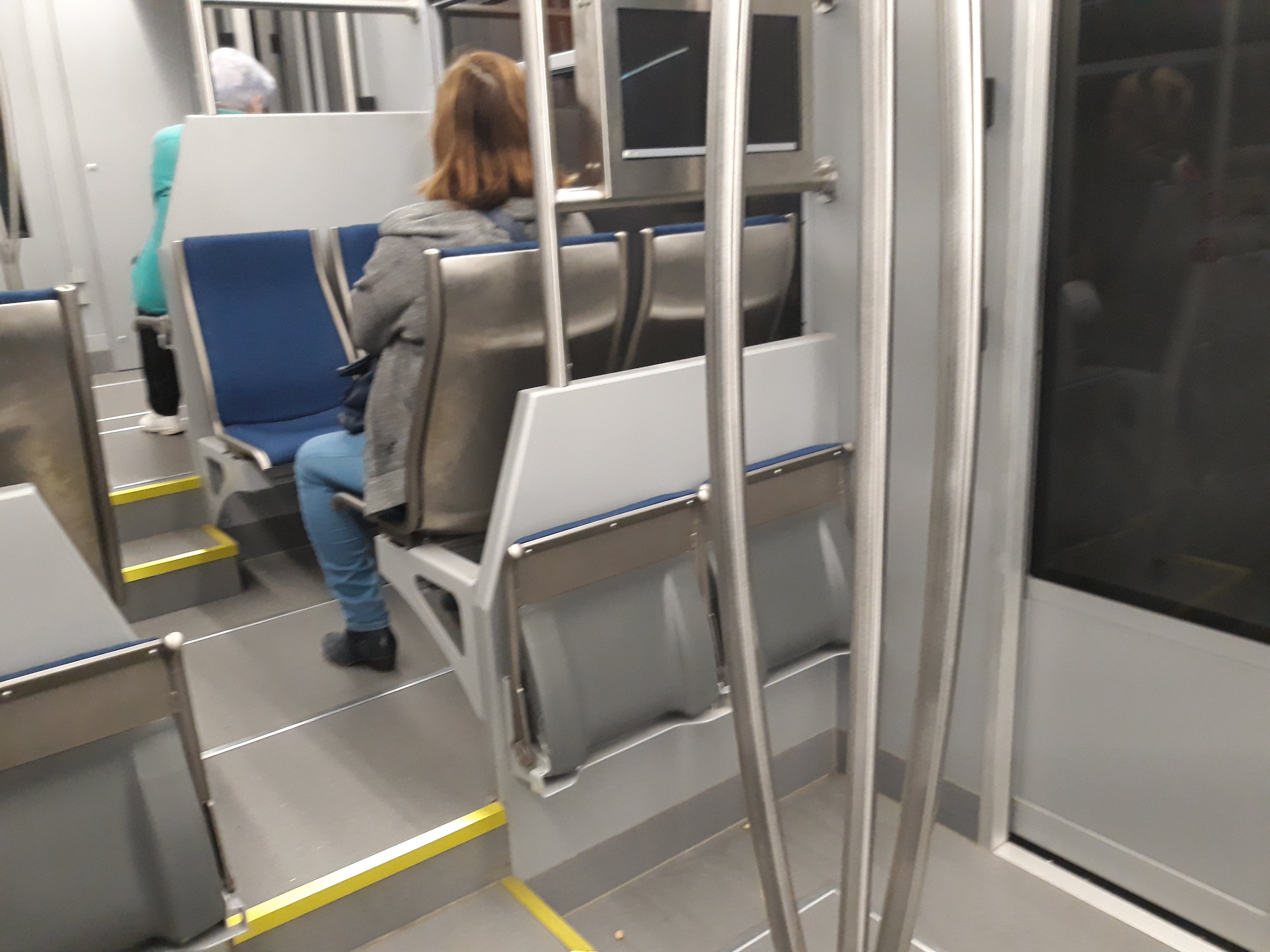
Interno del treno
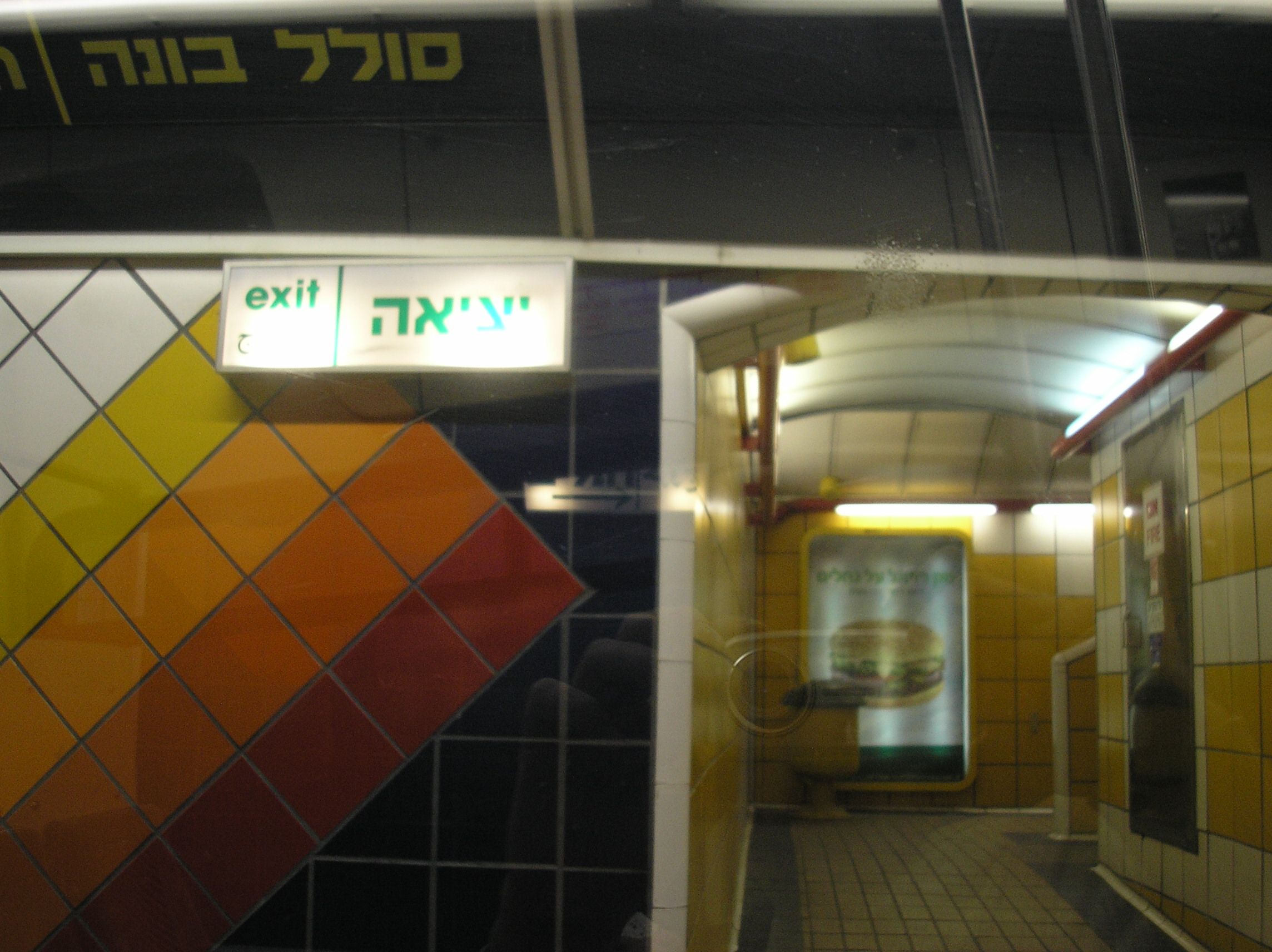
Stazione di Solel Boneh
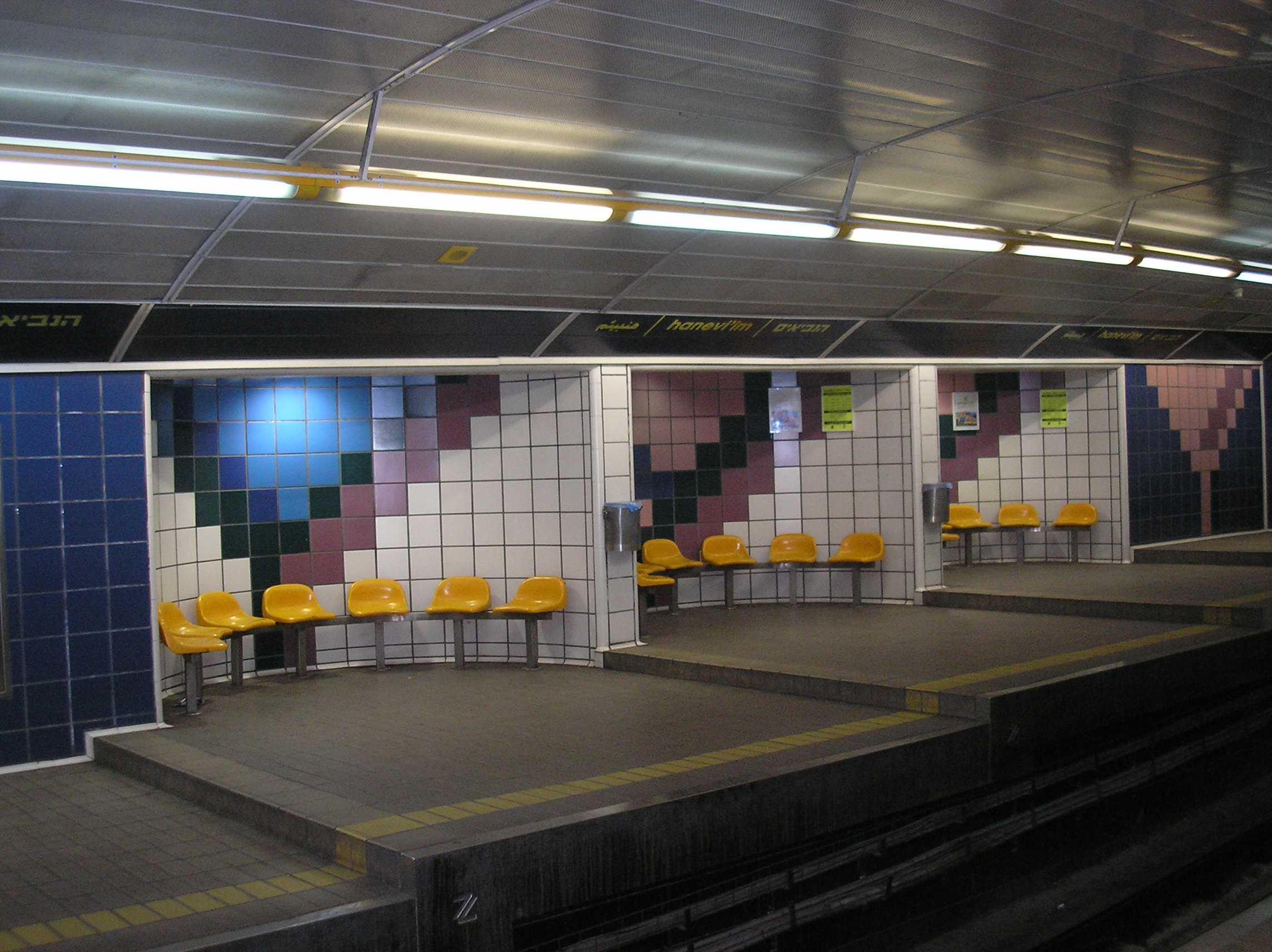
Stazione di HaNeviim

## Materiale rotabile

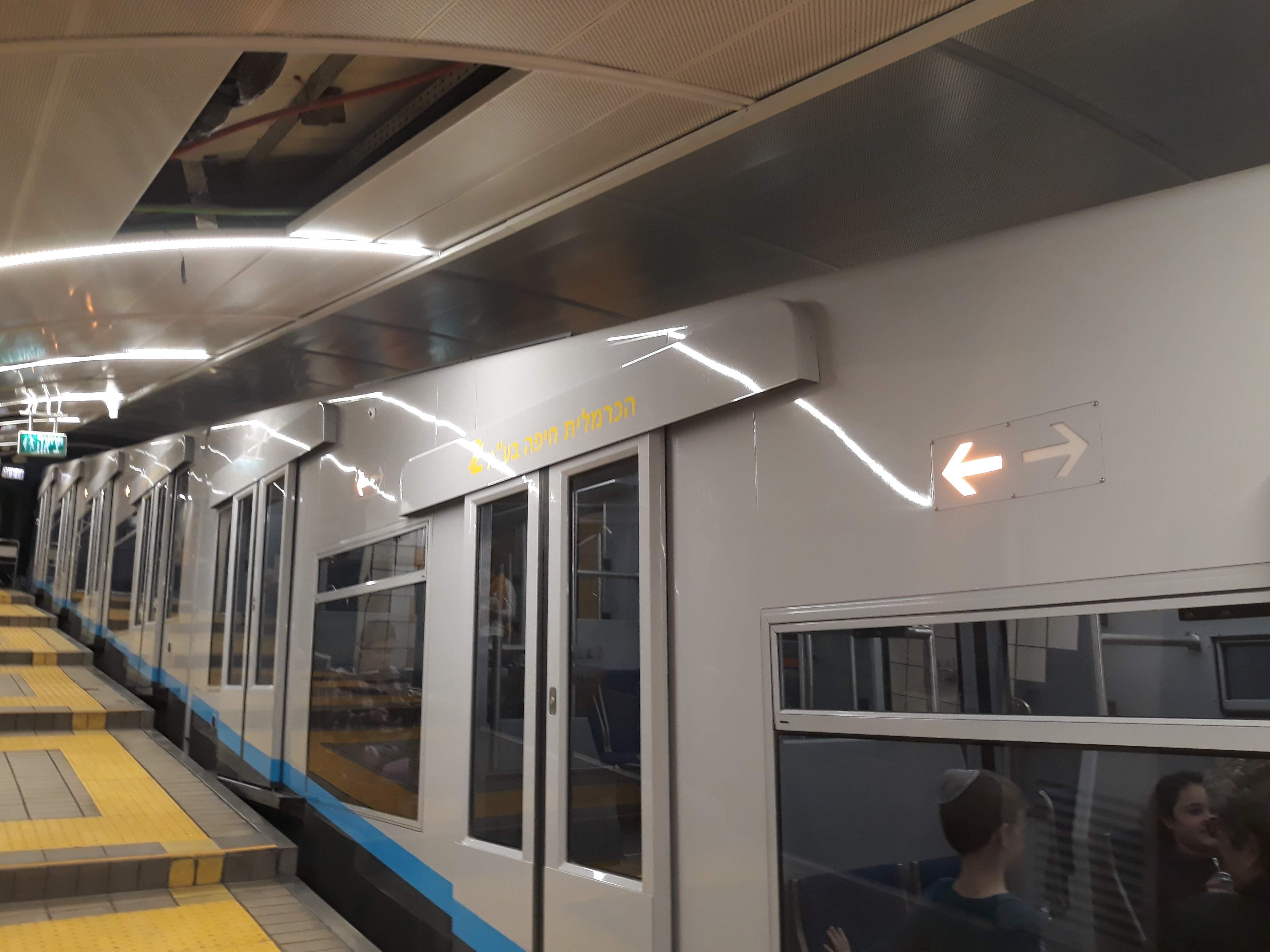
Uno dei rotabili del Carmelit

Il sistema è costituito da due soli "treni" di due vagoni ciascuno, sei stazioni e un unico tunnel lungo 1,8 km. I due treni si spostano sul binario unico incrociandosi in una breve sezione centrale a doppio binario. Il funzionamento è completamente automatico e controllato da un computer centrale.